# Joel Rodríguez (skoczek do wody)
Carlos Joel Rodríguez Luviano (ur. 19 maja 1974) – meksykański skoczek do wody, srebrny medalista mistrzostw świata, medalista uniwersjady oraz igrzysk Ameryki Środkowej i Karaibów, dwukrotny olimpijczyk (Atlanta, Sydney).

## Przebieg kariery
W 1993 wywalczył srebrny medal igrzysk Ameryki Środkowej i Karaibów w konkurencji skoku z trampoliny 1 m. Rok później brał udział w rozgrywanych w Rzymie mistrzostwach świata, gdzie zajął 21. pozycję w skoku z trampoliny 3 m. Był uczestnikiem igrzysk panamerykańskich w Mar del Plata, gdzie zajął 8. pozycję w konkurencji skoku z trampoliny z wysokości zarówno 1 m, jak i 3 m. Na letnich igrzyskach olimpijskich w Atlancie zajął 30. pozycję z końcowym wynikiem 296,91 pkt (w konkurencji skoku z trampoliny 3 m).
W 2000 roku wystartował w igrzyskach olimpijskich w Sydney. W konkurencji skoku z trampoliny 3 m zajął indywidualnie 29. pozycję z wynikiem 336,51 pkt. Na rozgrywanych w Fukuoce mistrzostwach świata wywalczył srebrny medal w konkurencji skoku synchronicznego z trampoliny, indywidualnie zaś zajął 22. i 13. pozycję w konkurencjach skoku z trampoliny z wysokości odpowiednio 1 i 3 m. W 2001 został także uczestnikiem uniwersjady, na której zdobył dwa srebrne medale w konkurencji skoku synchronicznego z trampoliny i zawodów drużynowych. Rok później zdobył dwa srebrne medale (rozgrywanych w San Salvador) igrzysk Ameryki Środkowej i Karaibów, w konkurencjach skoku z trampoliny 1 i 3 m. W 2003 na mistrzostwach świata zdołał zająć 4. pozycję w zawodach w konkurencji skoku synchronicznego z trampoliny 3 m.